# خداحافظ کلومبوس
خداحافظ کلومبوس (انگلیسی: Goodbye, Columbus) اولین کتاب فیلیپ راث است که در سال ۱۹۵۹ منتشر شد. این کتاب موفق به کسب جایزه ملی کتاب آمریکا شد.